# A Föld zászlaja

Caddle Föld zászlója

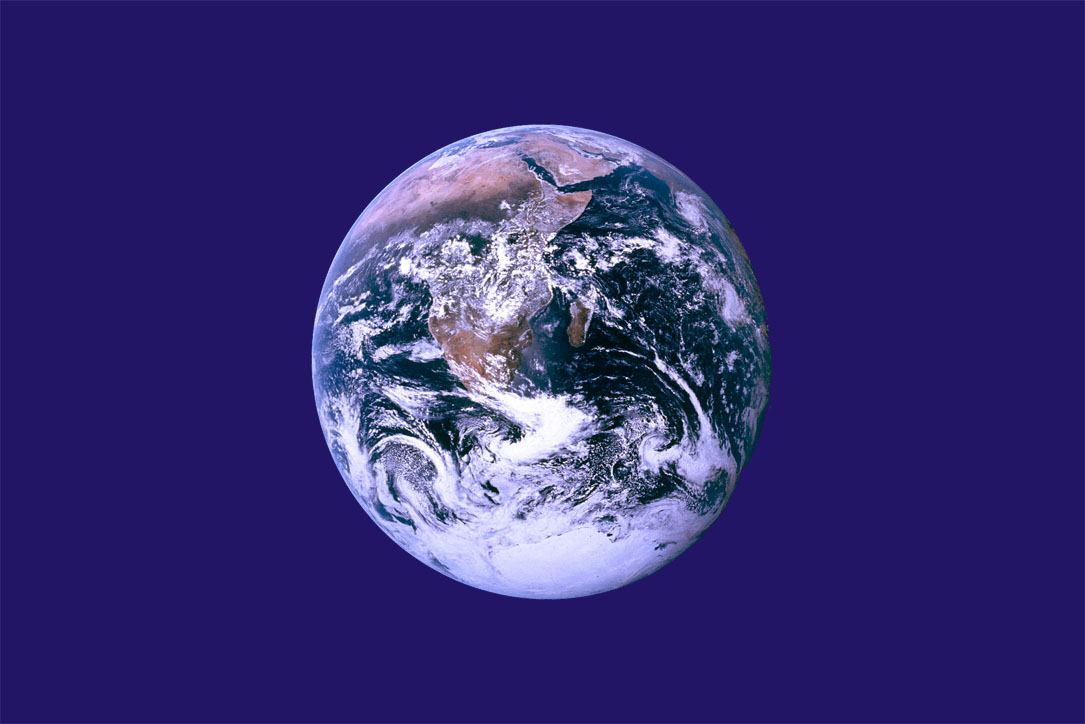
A Föld napja-zászló

Az ENSZ zászlaja

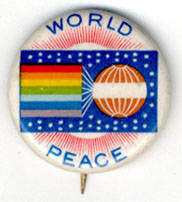
A Nemzetközi Békekongresszus zászlaja

A Flag of Planet Earth szervezet zászlója

A Föld zászlaja egy olyan zászló, mely a Föld bolygót reprezentálja. A zászlónak több változata is létezik, mivel nincs nemzetközi megegyezés a formájára vonatkozóan. A különböző változatokat magánszemélyek és szervezetek készítették és propagálják. Eddig még egyik zászlóváltozat sem terjedt el jobban a másiknál.

## Változatok

### Világbéke-zászló
A Nemzetközi Békekongresszus által kitalált zászlót, amit béke-zászlóként javasoltak használni. A zászló a Földet ábrázolja, amit fehér csillagok vesznek körül.
Ezt a változatot James William van Kirk, Ohio állambeli lelkész tervezte 1913-ban, melyet a szivárvány színei, csillagok és a bolygó képe díszít. 1929-ben béke körutat tett vele Európában.

### A Föld napja-zászló
A zászlót az első Föld napja tiszteletére tervezték, melyet 1969-ben tartottak. Tervezője John McConnell. A zászló sötétkék alapon a Földet ábrázolja azon fotó alapján, melyet a NASA készített a bolygóról.

### James W. Cadle verziója
1970-ben egy illinoisi farmer, James W. Cadle is megalkotott egy Föld zászlót. A zászló egyszerű grafikus elemekből épül fel, középen egy kék kör jelképezi a Földet, mellette jobbról egy kisebb fehér kör a Holdat, balról egy nagyobb sárga körnek (a Napnak) csak egy része látszik. Ezt a zászlót a SETI program használja. Carl Sagan halálakor a zászlót félárbócra eresztették. Cadle céget is alapított a zászló árusítására Earth Co. International néven.

## Használatban lévő zászlók Föld-zászlóként való használata
Az ENSZ zászlaja a világ egységét hivatott szemléltetni, de technikailag csupán az ENSZ tagállamait reprezentálja. Amikor az USA a holdra szállást tervezte, felmerült az ötlet, hogy a Holdon kitűzendő zászló az ENSZ zászlaja legyen az USA zászlaja helyett.

## Fordítás
Ez a szócikk részben vagy egészben  a   Flag of the Earth című angol Wikipédia-szócikk ezen változatának fordításán alapul.  Az eredeti cikk szerkesztőit annak laptörténete sorolja fel. Ez a jelzés csupán a megfogalmazás eredetét és a szerzői jogokat jelzi, nem szolgál a cikkben szereplő információk forrásmegjelöléseként.